# Amanda Schulman
Amanda Maria Linnea Sunnanäng Schulman, tidigare Stjernberg Widell, född 15 maj 1980 i Sankt Matteus församling i Stockholm, är en svensk TV-producent, mediepersonlighet, författare och entreprenör.

## Biografi
Schulman har haft flera funktioner inom TV-branschen och har bland annat varit genrechef för karaktärsdrivna program på produktionsbolaget Mastiff. Tillsammans med sin syster Hannah Widell driver hon sedan 2011 egna produktionsbolaget Perfect Day. På Aftonbladets webbplats drev systrarna från 2012 livsstilsprojektet C/O Hannah och Amanda som bland annat inkluderade bloggar och webb-TV-programmet Middag med Hannah & Amanda. 2012 utökades konceptet till att även innefatta det tryckta magasinet C/O Hannah & Amanda som gavs ut en gång i månaden. Tillsammans driver de även podcasten Fredagspodden med Hannah och Amanda.

### Familj
Schulman är barnbarn till tidningsmakaren Gunny Widell, dotter till filmfotografen Bengt Widell och yngre syster till Hannah Widell. Hon är gift med Alex Schulman som 2011 skrev romanen ”Att vara med henne är som att springa uppför en sommaräng utan att bli det minsta trött” om henne när de två träffades. Tillsammans har de två döttrar födda 2009 respektive 2012 och en son född 2017.